# Melissa Disney

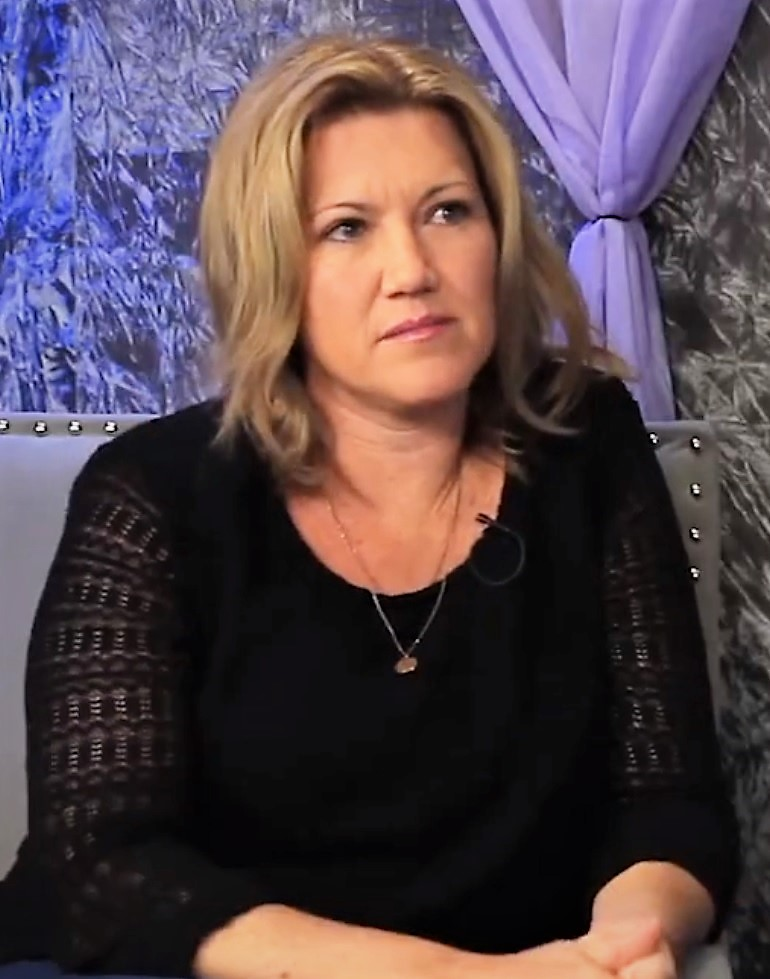
Melissa Disney, 2020

Melissa Disney (* 20. November 1970 als Melissa Femling) ist eine US-amerikanische Schauspielerin, Synchronsprecherin, Sängerin, Songwriterin, Schriftstellerin und Filmproduzentin. Ihre bekannteste Sprechrolle zurzeit ist die der Titelfigur Ginger Foutley in der englischsprachigen Originalfassung der populären Nickelodeon-Zeichentrickserie As Told by Ginger, die im deutschen Sprachraum unter dem Titel Gingers Welt lief.

## Biographie
Melissa Disney ist die Tochter von Louise Gallagher, einer Gelegenheitsschauspielerin, und Carl Femling, einem Autor. Sie hat eine familiäre Verbindung zu Film und Fernsehen: Ihre Großmutter mütterlicherseits, Toy Gallagher, war eine Stummfilmschauspielerin, die in mehreren Filmen der 1920er Jahre auftaucht, und von sich behauptete, eine entfernte Verwandte des amerikanischen Filmproduzenten und Geschäftsmann Walt Disney zu sein, obwohl nie wirklich geklärt wurde, wie sie mit der Familie Disney verbunden ist.

## Karriere
Melissa Disney ist seit 1995 aktiv. Sie ist eine der wenigen Frauen, die Voiceover-Arbeit für Filmtrailer betreiben. Den Trailer für Nur noch 60 Sekunden, den sie im Jahre 2000 synchronisierte, war einer der ersten, bei denen ein Major-Filmstudio eine weibliche Stimme einsetzte.
Sie spricht in der US-amerikanischen Originalfassung die Titelfigur Ginger Foutley der Zeichentrickserie As Told by Ginger (dt. Titel: Gingers Welt) – in der deutschen Fassung wird Melissa Disney bzw. Ginger Foutley von Joey Cordevin gesprochen. Melissa Disney ist auch bekannt für ihre Rolle als Elora the Faun in Spyro 2: Ripto’s Rage und als Courtney Gears (eine Parodie auf Britney Spears) in Ratchet & Clank#Ratchet & Clank 3.
Sie trat als Schauspielerin in Lake Bells Regie-Debüt In a World..., einem Film über Synchronsprecher, in Erscheinung. Disney spielte in dem Film die Rolle der Melinda Chisney.

## Privates
Disney ist mit dem Schauspieler und Schriftsteller Ryan Paul James verheiratet. Die beiden heirateten am 15. Oktober 2010 in San Diego, Kalifornien.

## Auszeichnungen
Disney gewann einen Key Art Award für das Sprechen Film Trailer von Gone in 60 Seconds.

## Filmografie

### Film
- Batman Beyond: The Movie
- Foodfight!
- In a World...
- Reasons of the Heart
- Rusty: A Dog’s Tale
- Superman Unbound
- Superman vs. The Elite – Menagerie (Video)
- 2000: Die Abenteuer von Santa Claus (The Life & Adventures of Santa Claus)
- The Trumpet of the Swan
- Top Cat: The Movie
- 2020: Die Croods – Alles auf Anfang (The Croods: A New Age) (Stimme)

### Fernsehen
- 35th Annual Key Art Awards – Announcer
- 84th Academy Awards – Announcer
- As Told by Ginger – Ginger
- Batman Beyond – Blade, Curaré
- Detention – Brittney
- I Am Weasel – Mike, Judge
- iCarly – Debbie
- Jakers! The Adventures of Piggley Winks – Meggie
- Justice League Action – Mom / Brat
- Static Shock – Nurse
- Superman – College Girl
- The Christmas Lamb – Jacob, Talia, Little Boy

### Videospiele
- 102 Dalmatians: Puppies to the Rescue
- Animorphs: Know the Secret – Rachel
- Baldur’s Gate – Imoen, Ithmeera
- Baldur’s Gate II: Schatten von Amn – Imoen, Surayah Farrahd
- Baldur’s Gate II: Thron des Bhaal – Imoen
- Bee Movie Game – Vanessa Bloome
- Disney Princess: Enchanted Journey – The Narrator/Zara
- Micky Epic: Die Macht der 2
- EverQuest II – Various Voices
- Fallout Tactics: Brotherhood of Steel – Evita Eastwood
- Jade Empire – Doctor An, Scholar Cai, Attendant Kitan, additional voices
- Interstate ’82 – Skye Champion
- Kingdom Hearts II – Vivi Ornitier
- Marvel Heroes 2016 – American Dream
- Prototype 2 – Sabrina Galloway
- Prey – Science Operator AI
- Ratchet & Clank – Hoverboard Girl
- Ratchet & Clank: Up Your Arsenal – Courtney Gears, Soap Actress Janice
- Ratchet: Deadlocked – Courtney Gears
- Secret Agent Clank – Courtney Gears
- Shark Tale – Angie
- Spyro 2: Ripto’s Rage – Elora the Faun, Handel, Greta
- Tony Hawk’s Underground – Female Custom Skater
- Tony Hawk’s Underground 2 – Female Custom Skater (voice 1)

### Videos
- Hermie & Friends: Hermie: A Common Caterpillar – Lucy Ladybug
- Hermie & Friends: A Fruitcake Christmas – Lucy Ladybug
- Hermie & Friends: Buzby, the Misbehaving Bee – Lucy Ladybug, Hailey, Bailey
- Hermie & Friends: Flo the Lyin’ Fly – Lucy Ladybug
- Hermie & Friends: Hermie and the High Seas – Hailey
- Hermie & Friends: Milo the Mantis Who Wouldn’t Pray – Lucy Ladybug, Hailey, Bailey
- Hermie & Friends: Skeeter and the Mystery of the Lost Mosquito Treasure – Hailey
- Hermie & Friends: The Flo Show Creates a Buzz – Hailey
- Hermie & Friends: To Share or Nut to Share – Lucy Ladybug
- Hermie & Friends: Webster the Scaredy Spider – Lucy Ladybug